# Forces Unides d'Alliberament d'Oròmia
Les Forces Unides d'Alliberament d'Oròmia (United Liberation Forces of Oromia ULFO) és el nom de dues diferents organitzacions, una primera que va existir del 2000 al 2003 i una segona que es va crear el 2010.
El primer es va formar a Asmara el 20 de setembre de 2000 per la unió de:
- Front Islàmic d'Alliberament d'Oròmia/Islamic Front for the Liberation of Oromia (IFLO)
- Consell d'Alliberament d'Oròmia/Oromiyaa Liberation Council (OLC)
- Front d'Alliberament Oromo/Oromo Liberation Front (OLF)
- Front Popular d'Alliberament Oromo/Oromo People's Liberation Front (OPLF)
- Organització Popular d'Alliberament Oromo, facció I/People's Liberation Organization I (OPLO I)
- Front Popular d'Alliberament Unificat Oromo/United Oromo People Liberation Front (UOPLF)

Es va descompondre poc després de la mort del destacat líder Wako Gutu el 2002.
El 2 d'abril de 2010 es va formar un segon grup amb el mateix nom, bandera, programa i objectius, integrat per tres organitzacions que van perdre la seva identitat per esdevenir una sola:
- Front per una Independent i Democràtica Oròmia/Front for Independent Democratic Oromiyaa (FIDO)
- Front Popular d'Alliberament Unificat Oromo/United Oromo People Liberation Front (UOPLF)
- Consell del Front Popular d'Alliberament d'Oròmia/Council of Oromiyaa People's Liberation Front (COPLF).

El 7 de març de 2011 s'hi va incorporar el Front Revolucionari Democràtic d'Alliberament Oromo/Revolutionary Democratic Oromo Liberation Front (RDOLF) una organització que podria haver estat formada per escindits del Front d'Alliberament Oromo.